# Tony Scott (músico)
Anthony Joseph Sciacca (Morristown, Nueva Jersey; 17 de junio de 1921-Roma, 28 de marzo de 2007), de nombre artístico Tony Scott, fue un clarinetista estadounidense.
Hijo de emigrantes sicilianos con aficiones musicales, comenzó a tocar el clarinete a los doce años. Estudió en la Juilliard School of Music, donde consiguió un diploma de excelencia. Durante la Segunda Guerra Mundial, estuvo destinado en Governors Island, Nueva York. Allí se hizo un nombre en los locales de jazz de la Calle 52, tocando en todos sus bares, siendo muy apreciado por músicos más curtidos. Escribió arreglos y tocó con muchos artistas, como Ben Webster, Earl Bostic, Trummy Young o Sid Catlett. Formó parte de las orquestas de Duke Ellington y Buddy Rich, y tocó con la cantante Billie Holiday.
A partir de los años 1950 comenzó a viajar por todo el mundo, volviendo muy esporádicamente a los Estados Unidos, donde grabó algunos discos. En los años 1960 fue uno de los primeros en crear música New Age. En 1967 se estableció en Roma, siendo muy conocido por su música, así como su pintura y sus apariciones en cine alternativo. Murió de cáncer de próstata. Su hija, Monica Sciacca, es cantante de jazz.

## Álbumes
- 1956: The Touch of Tony Scott (RCA Victor)
- 1957: The Modern Art of Jazz (Seeco)
- 1964: Music for Zen Meditation (Verve)[1]
- 1997: Tony Scott in Afrika (A World of Music)
- 1997: A Jazz Life (Kind of Blue)